# Lorenz Oken
Lorenz Oken (1er août 1779 - 11 août 1851), de son vrai nom Lorenz Ockenfuss, est un naturaliste allemand.

## Biographie

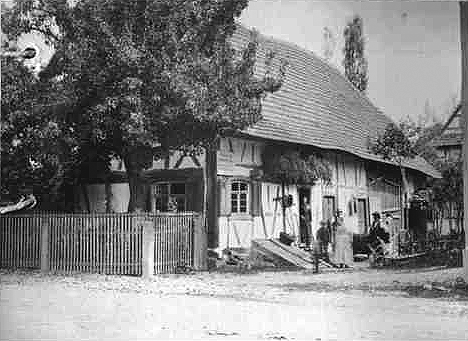
Lieu de naissance dans l'Ortenau (Bohlsbach, Pays de Bade). Carte illustrée de 1880.

Né à Bohlsbach (Pays de Bade), il étudie l'histoire naturelle et la médecine à l'université de Wurtzbourg. Une fois admis à celle de Göttingen, il est nommé Privatdozent et abrège son nom en Oken. En tant que Lorenz Oken, il publie un court travail intitulé Grundriss der Naturphilosophie, der Theorie der Sinne, mit der darauf gegründeten Classification der Thiere (1802) ; cela fut le premier document d'une série de publications qui lui ont conféré le statut de chef de file de la Naturphilosophie ou école physio-philosophique allemande.
À travers cette discipline, il réinvestit dans les sciences physiques les principes philosophiques qu'Emmanuel Kant avait déjà appliqués à la morale. Oken a été précédé en cela par Johann Gottlieb Fichte qui, s'appuyant sur les travaux de Kant, considérait que toutes les briques pour construire une science universelle étaient à disposition et qu'il ne restait plus qu'à faire un travail de coordination systématique de ces éléments disparates. Cette tâche entamée par Fichte est développée dans la Doctrine de la Science (Wissenschaftslehre), dont le but est la construction de toute connaissance a priori. Concernant cet objectif, Fichte n'a fait qu'esquisser la voie à suivre. Schelling est celui qui met en œuvre ces éléments de réflexion, et Oken celui qui en explore véritablement l'architecture, véritable labyrinthe dont il tire une vue d'ensemble et un plan systématique.

## Liste partielle des publications
- Die Zeugung (1805)
- Abriß des Systems der Biologie (1806, ein auch sprachschöpferisch ehrgeiziges Werk)
- Über das Universum als Fortsetzung des Sinnensystems (1808)
- Erste Ideen zur Theorie des Lichts, der Finsternis, der Farben und der Wärme (1808)
- Grundzeichnung des natürlichen Systems der Erze (1809)
- Esquisse du système d'anatomie, de physiologie et d'histoire naturale (Paris 1821)

## Édition récente
- La génération (1805), traduction et commentaire par Stéphane Schmitt, Paris, Honoré Champion, 2017.